# Glyphoperidium bursa
Glyphoperidium bursa is een zeeanemonensoort uit de familie Actiniidae.
Glyphoperidium bursa is voor het eerst wetenschappelijk beschreven door Roule in 1909.